# Shaw Brothers
Pour la compagnie de distribution singapourienne, voir Shaw Brothers Ltd..

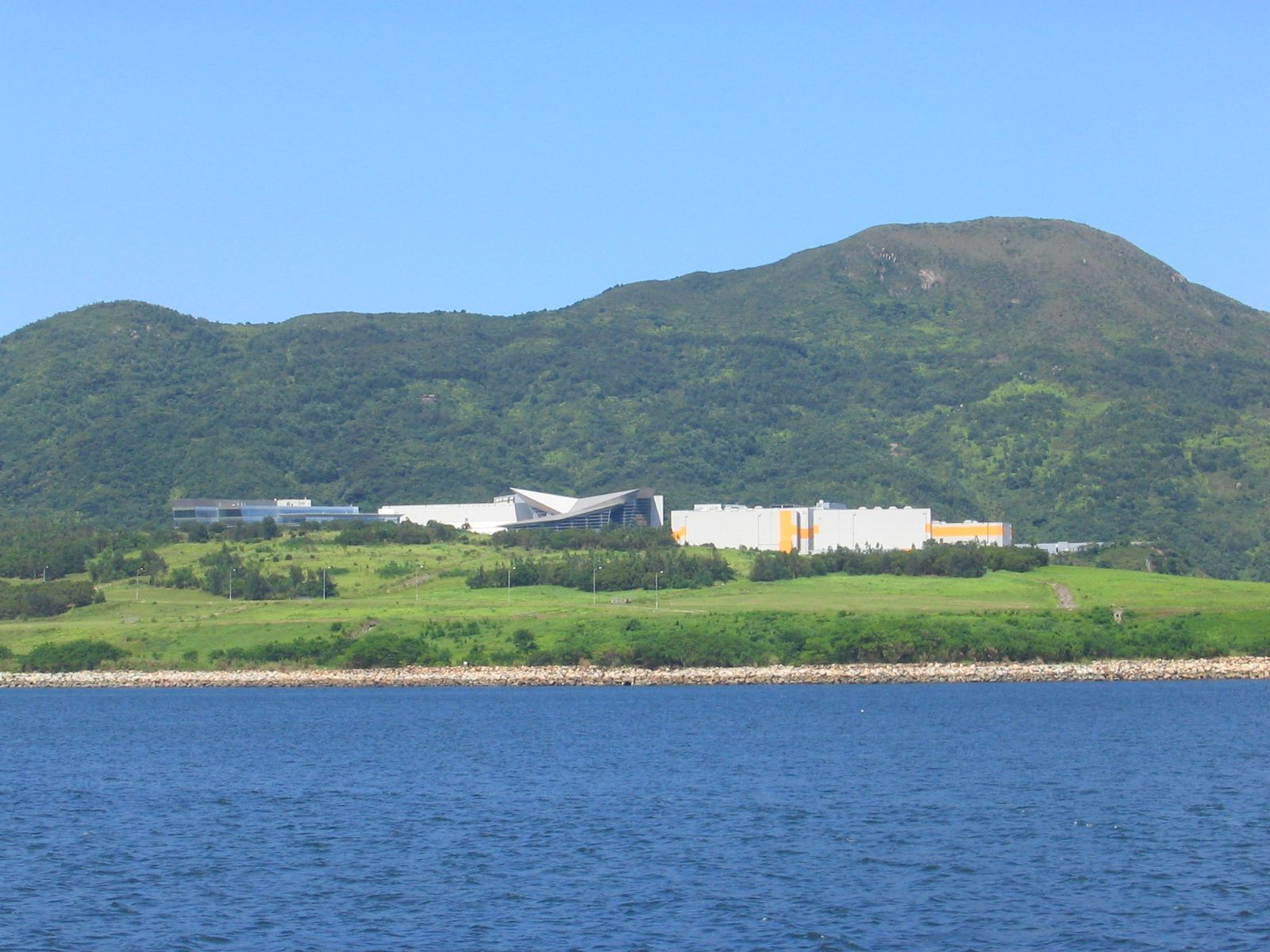
Les nouveaux studios Shaw Brothers (construits à partir de 2002)

Shaw Brothers (邵氏片場) est une société hongkongaise spécialisée dans la production et dans la distribution de films de cinéma.

## Historique
L’histoire de la Shaw Brothers remonte aux années 1920, lorsque quatre frères issus d’une riche famille de Shanghai (Runje, Runme, Runde et Run Run) décident de se lancer dans l’industrie cinématographique.
À l’époque, leur société de production, qui s'appelle alors Tianyi / Unique , obtient un certain succès. Cependant, confrontés à des difficultés à Shanghai (censure instaurée par le gouvernement chinois contre les films d'arts martiaux, compétition commerciale avec les autres studios shanghaïens) et souhaitant développer son activité sur le marché de l'Asie du sud-est, la société ouvre une succursale à Hong Kong en 1934, d'abord appelée Unique Hong Kong puis rebaptisée Nanyang en 1938 ; les studios de Shanghai ferment peu après à la suite de l’occupation japonaise à partir de 1937.
Après la Seconde Guerre Mondiale et la libération de Hong Kong, la société (rebaptisée Shaw and Sons vers 1949) reprend son activité sous la direction de Runde Shaw, se tournant principalement vers les films en mandarin. La concurrence s'intensifie cependant à la fin des années 1950 avec la création de studios concurrents : MP&GI (Motion Picture & General Industry) en 1955, Great Wall pictures Corporation, Fenhuang Motion Picture Co.
Devant les difficultés rencontrées face à cette concurrence, Run Run Shaw, jusqu'alors chargé de la distribution dans le sud-est asiatique, s'installe à Hong Kong en 1957 et fonde une société distincte, la Shaw Brothers, en 1958. Il fait l’acquisition de terrains considérables sur lesquels sont construits des studios, des décors, une école d’acteurs... et engage des centaines d’acteurs et techniciens.
Les premiers films produits sont généralement des drames historiques ou des comédies musicales (Huangmei diao). Certains obtiennent des succès critiques et commerciaux et ouvrent le cinéma chinois vers l'international (présentation à Cannes de L'Ombre enchanteresse en 1960, de Yang Kwei Fei en 1962 et de La Reine diabolique en 1963).
À partir de 1965, le studio se tourne vers le wu xia pian, dont la renaissance est inspirée des films chambara japonais tel Le Garde du corps (Yojimbo) d’Akira Kurosawa, avec en particulier l’un des chefs-d’œuvre de King Hu, L'Hirondelle d'or en 1966. Ce film, dont le personnage principal est interprété par l’actrice Cheng Pei-pei, marque le début de l’âge d’or des studios. Le réalisateur quittera la même année la Shaw Brothers en raison de désaccords dans les choix artistiques avec Run Run Shaw.
Les studios connaitront alors de nombreux autres succès avec principalement trois réalisateurs : Chang Cheh (Le Justicier de Shanghai, Un seul bras les tua tous), Chu Yuan et Liu Chia-liang (La 36e chambre de Shaolin).

## Liste de films
(avril 2011).
Classement par année, puis, pour chaque année, par ordre alphabétique :

### Années 1950 (liste très partielle)
| Cinéma                     | Cinéma                                             | Cinéma                           | Cinéma           | Cinéma                                                     |
| Années                     | Titres français                                    | Titres originaux                 | Réalisateurs     | Acteurs principaux                                         |
| -------------------------- | -------------------------------------------------- | -------------------------------- | ---------------- | ---------------------------------------------------------- |
| 1952                       | Smash Up (non réédité, perdu?)                     | 毀滅                             | Bu Wancang       | Bai Guang                                                  |
| 1952                       | Sweet Memories (film, 1952) (non réédité, perdu?)  | 滿園春色                         | Bu Wancang et al | Li Li-hua                                                  |
| 1953                       | Heaven of Love, Sea of Sin (non réédité, perdu?)   | 孽海情天                         | Tu Kuang-chi     | Li Li-hua, Lo Wei                                          |
| 1953                       | Meal Time (non réédité, perdu?)                    | 閨房樂                           | Tu Kuang-chi     | Yan Jun                                                    |
| 1954                       | The Wind Withers (non réédité, perdu?)             | 風蕭蕭                           | Tu Kuang-chi     | Li Li-hua, Yan Jun                                         |
| 1955                       | Chin Ping Mei (non réédité, perdu?)                | 金瓶梅                           | Wang Yin         | Li Xiang-lan (Yoshiko Yamaguchi), Wong Ho, Yang Chih-Ching |
| 1955                       | Love and Obligation (non réédité, perdu?)          | 戀愛與義務                       | Tu Kuang-chi     |                                                            |
| 1956                       | Madame White Snake (coproduction)                  |                                  | Shirō Toyoda     | Yoshiko Yamaguchi                                          |
| 1956                       | The Orphan Girl (non réédité, perdu?)              |                                  | Yan Jun          | Lin Dai, Li Han-hsiang                                     |
| 1957                       | Miss Evening Sweet (non réédité, perdu?)           | 夜來香                           | Bu Wancang       | Jeanette Lin Tsui, Chao Lei                                |
| 1957                       | You are My Soul (non réédité, perdu?)              | 你是我的靈魂                     | Tu Kuang-chi     | Pat Ting Hung, Paul Chang Chung                            |
| 1958                       | Love with an Alien (non réédité, perdu?)           | 異國情鴛                         |                  | Lucilla Yu Ming                                            |
| 1958                       | The Magic Touch (film, 1958) (non réédité, perdu?) | 妙手回春                         | Li Han-hsiang    | Betty Loh Ti, King Hu                                      |
| 1958                       | The Unforgettable Night (non réédité, perdu?)      | 一夜風流                         | Bu Wancang       | Chao Lei, Li Xiang-lan                                     |
| 1958                       | Where is My Bride ? (non réédité, perdu?)          | 鳳求凰                           | Tu Kuang-chi     | Shi Yin, Paul Chang Chung                                  |
| 1959                       | L'Ombre enchanteresse                              | 倩女幽魂 / The Enchanting Shadow | Li Han-hsiang    | Betty Loh Ti                                               |
| 1959                       | Rear Entrance                                      |                                  | Li Han-hsiang    | Butterfly Wu                                               |
| 1959 (non réédité, perdu?) | Stolen Love (non réédité, perdu?)                  | 偷情記                           | Bu Wancang       | Jeanette Lin Tsui, Chao Lei                                |
| 29/06/1959                 | The Kingdom and the Beauty                         | 江山美人                         | Li Han-hsiang    | Lin Dai                                                    |

### Années 1960-1964
| Cinéma          | Cinéma                                              | Cinéma                                       | Cinéma                | Cinéma                                                     |
| Dates de sortie | Titres français                                     | Titres originaux                             | Réalisateurs          | Acteurs principaux                                         |
| --------------- | --------------------------------------------------- | -------------------------------------------- | --------------------- | ---------------------------------------------------------- |
| 02/02/1960      | Eve of the Wedding (non réédité, perdu?)            | 特嫁春心                                     | Bu Wancang            | Lucilla Yu Ming, Chao Lei                                  |
| 05/08/1960      | How to Marry a Millionaire (non réédité, perdu?)    |                                              | Doe Ching             | Peter Chen Ho, Margaret Tu Chuan, King Hu                  |
| 21/10/1960      | Kiss Me Again (film, 1960) (non réédité, perdu?)    | 第二吻                                       | Bu Wancang            |                                                            |
| 28/04/1960      | Malayan Affair (non réédité, perdu?)                |                                              | Ho Meng-hua           | Paul Chang Chung, Betty Loh Ti, Margaret Tu Chuan          |
| 23/06/1960      | My Daughter, My Daughter (non réédité, perdu?)      | 兩代女性                                     | Bu Wancang            | Butterfly Hu, Grace Ting Ning                              |
| 18/08/1960      | L'Ombre enchanteresse                               | The Enchanting Shadow                        | Li Han-hsiang         | Chao Lei, Betty Loh Ti                                     |
| 28/09/1960      | The Secret of Miss Pai (non réédité, perdu?)        |                                              | Ho Meng-hua           |                                                            |
| 21/07/1960      | Street Boys (non réédité, perdu?)                   |                                              | Yue Feng              | Butterfly Hu, David Chiang                                 |
| 14/04/1960      | Twilight Hours (non réédité, perdu?)                |                                              | Doe Ching             |                                                            |
| 13/10/1960      | When the Peach Blossoms Bloom (non réédité, perdu?) |                                              | Yue Feng              | King Hu, Betty Loh Ti, Margaret Tu Chuan                   |
| 25/02/1961      | Les Belles                                          | 千嬌百媚 (Qiānjiāobǎimèi)                    | Doe Ching             | Peter Chen Ho, Lin Dai                                     |
| 12/10/1961      | Love Without End                                    | 不了情                                       | Doe Ching             | Kwan Shan, Lin Dai                                         |
| 12/05/1961      | Oh Boys ! Oh Girls ! (non réédité, perdu?)          |                                              | Doe Ching             |                                                            |
| 21/07/1961      | The Fair Sex (non réédité, perdu?)                  |                                              | Wang Yueh-Ting        | Peter Chen Ho, Pat Ting Hung                               |
| 13/07/1961      | The Girl Next Door (non réédité, perdu?)            |                                              | Ho Meng-hua           |                                                            |
| 06/07/1961      | The Lost Love (non réédité, perdu?)                 | 盲目的愛情                                   | Bu Wancang            | Diana Chang Chung-Wen, Paul Chang Chung, Margaret Tu Chuan |
| 03/08/1962      | The Dream of The Red Chamber                        | 紅樓夢                                       | Yuan Chiu-Feng        | Betty Loh Ti, Margaret Tu Chuan                            |
| 02/10/1962      | Madam White Snake                                   |                                              | Yue Feng              |                                                            |
| 14/03/1962      | The Bride Napping                                   | 花田錯                                       | Yan Jun               | Betty Loh Ti                                               |
| 31/05/1962      | La Concubine magnifique                             | The Magnificent Concubine                    | Li Han-hsiang         | Yan Jun, Li Li-hua                                         |
| 08/12/1962      | The Black Fox (non réédité, perdu?)                 | 黑狐狸                                       | Yan Jun               | Yan Jun, Li Li-hua                                         |
| 21/12/1962      | The Mid-nightmare (non réédité, perdu?)             | 夜半歌聲                                     | Yuan Qiufeng          | Betty Loh Ti                                               |
| 08/11/1962      | The Tryst (non réédité, perdu?)                     | 旅館鴛鴦                                     | Lo Chen               | Peter Chen Ho, Pat Ting Hung, Kao Pao-shu                  |
| 11/12/1963      | A Maid From Heaven                                  | 七仙女                                       | Ho Meng-hua           | Ivy Ling Po, Fang Ying                                     |
| 23/01/1963      | Love Parade                                         | 花團錦簇                                     | Doe Ching             | Peter Chen Ho, Lin Dai                                     |
| 24/07/1963      | Return of the Phoenix                               |                                              | Li Han-Hsiang, Kao Li |                                                            |
| 06/09/1963      | Stepmother (non réédité, perdu?)                    |                                              | Zhou Shi-lu           | Diana Chang Chung-Wen, Margaret Tu Chuan                   |
| 09/04/1963      | The Amorous Lotus Pan                               |                                              | Zhou Shi-lu           | Diana Chang Chung-Wen, Paul Chang Chung                    |
| 04/04/1963      | The Love Eterne                                     | 梁山伯與祝英台 (Liáng Shānbó yǔ Zhù Yīngtái) | Li Han-hsiang         | Ivy Ling Po, Betty Loh Ti                                  |
| 14/02/1963      | Stranger Than Fiction                               |                                              | Wang Yue-ting         | Peter Chen Ho, Ting Ning, Margaret Tu Chuan                |
| 23/11/1963      | Three Sinners                                       |                                              | Yan Jun               | Li Li-hua, Yan Jun                                         |
| 21/11/1964      | Beyond the Great Wall                               | 王昭君                                       | Li Han-Hsiang         | Lin Dai, Chao Lei                                          |
| 17/10/1964      | Lovers' Rock                                        |                                              | Peter Pan Lei         | Cheng Pei-pei, Chiao Chuang                                |
| 12/02/1964      | The Dancing Millionairess                           | 萬花迎春                                     | Doe Ching             | Betty Loh Ti, Peter Chen Ho                                |
| 18/06/1964      | Lady General Hua Mu-lan                             | 花木蘭 (Huā mùlán)                           | Yue Feng              | Chin Han, Ivy Ling Po                                      |
| 27/08/1964      | The Last Woman of Shang                             | 妲己 (Daji)                                  | Yue Feng              | Lin Dai                                                    |
| 01/10/1964      | The Story of Sue San                                |                                              | King Hu               | Zhao Lei, Betty Loh Ti                                     |

### Années 1965-1969
| Cinéma                       | Cinéma                            | Cinéma                                              | Cinéma                       | Cinéma                                                |
| Années                       | Titres français                   | Titres originaux                                    | Réalisateurs                 | Acteurs principaux                                    |
| ---------------------------- | --------------------------------- | --------------------------------------------------- | ---------------------------- | ----------------------------------------------------- |
| 30/10/1965                   | Call of the Sea                   |                                                     | Lo Wei                       |                                                       |
| 23/06/1965                   | Crocodile River                   |                                                     | Lo Wei                       |                                                       |
| 15/09/1965                   | Hong Kong, Manila, Singapore      |                                                     | Doe Ching                    |                                                       |
| 16/10/1965                   | Inside the Forbidden City (en)    | 宋宮秘史                                            | Kao Li                       | Ivy Ling Po                                           |
| 16/12/1965                   | Move Over, Darling                |                                                     | Wang Liu-chao                |                                                       |
| 27/05/1965                   | Pink Tears                        |                                                     | Chun Kim                     |                                                       |
| 19/02/1965                   | Song Fest                         |                                                     | Yuen Chow-fung               |                                                       |
| 06/05/1965                   | Song of Orchid Island             |                                                     | Pan Lei                      |                                                       |
| 20/03/1965                   | Sons of Good Earth                |                                                     | King Hu                      | Peter Chen Ho, Betty Loh Ti, King Hu                  |
| 1965                         | Squadron 77                       |                                                     |                              |                                                       |
| 1965                         | Temple of the Red Lotus           | 江湖奇俠                                            |                              |                                                       |
| 1965                         | The Butterfly Chalice             |                                                     |                              |                                                       |
| 14/04/1965                   | The Grand Substitution (en)       | 萬古流芳 (Wàngǔ liúfāng)                            | Yan Jun                      | Yan Jun, Li Li-hua, Ivy Ling Po, Li Ting              |
| 1965                         | The Lark                          |                                                     |                              |                                                       |
| 1965                         | The Lotus Lamp                    | 寶蓮燈                                              |                              |                                                       |
| 29/01/1965                   | The Mermaid                       |                                                     | Kao Li                       |                                                       |
| 1965                         | The Twin Swords                   |                                                     |                              |                                                       |
| 11/11/1965                   | The West Chamber                  | 西廂記                                              | Griffin Yueh                 |                                                       |
| 1965                         | Vermillion Door                   | 紅伶淚                                              | Lo Chen                      |                                                       |
| 04/02/1966                   | Downhill They Ride                |                                                     | Peter Pan Lei                | Paul Chang Chung, Pat Ting Hung                       |
| 07/04/1966                   | L'Hirondelle d'or                 | 大醉俠 (Dà zuì xiá)/ Come Drink with me             | King Hu                      | Yueh Hua, Cheng Pei-pei, Chen Hung-lieh               |
| 09/11/1966                   | Le Trio magnifique                | 邊城三俠 (Biānchéng sān xiá) / The Magnificent Trio | Chang Cheh                   | Jimmy Wang Yu, Lo Lieh, Chin Ping, Margaret Tu Chuan  |
| 25/10/1966                   | Poison Rose                       |                                                     | Peter Pan Lei                | Wang Hsieh, Julie Yeh Feng                            |
| 10/08/1966                   | Princess Iron Fan                 | 鐵扇公主 (Tiě shàn gōngzhǔ)                         | Ho Meng-hua                  | Pat Ting Hung, Cheng Pei-pei, Lily Ho, Yueh Hua       |
| 29/09/1966                   | Rose, Be My Love                  | 玫瑰我愛你                                          | Chun Kim                     | Kwan Shan , Pat Ting Hung                             |
| 1966                         | Sweet and Wild                    |                                                     | Wu Jiaxiang                  | Ling Yun, Li Ching                                    |
| 1966                         | The Blue and the Black 1          | 藍與黑                                              |                              |                                                       |
| 1966                         | The Blue and the Black 2          | 監與黑續集                                          |                              |                                                       |
| 1966                         | The Dawn Will Come                |                                                     |                              |                                                       |
| 27/04/1966                   | The Golden Buddha                 | 金菩薩                                              | Lo Wei                       | Paul Chang Chung, Jeanette Lin Tsui (es)              |
| 22/12/1966                   | The Joy of Spring                 |                                                     | Lo Chen                      |                                                       |
| 18/05/1966                   | The Knight of Knights             | 文素臣                                              | Xue Xun                      | Chiao Chuang, Lily Ho                                 |
| 14/09/1966                   | The Mating Season                 |                                                     | Wu Jiaxiang                  |                                                       |
| 18/01/1966                   | The Monkey Goes West              | 西遊記                                              | Ho Meng-hua                  |                                                       |
| 24/11/1966                   | The Perfumed Arrow                |                                                     | Kao Li                       |                                                       |
| 16/02/1966                   | Tiger Boy                         |                                                     | Chang Cheh                   |                                                       |
| 16/03/1966                   | Till the End of Time              | 何日君再來                                          | Chun Kim                     | Peter Chen Ho, Jenny Hu                               |
| 02/03/1967                   | Auntie Lan                        | 蘭姨 (Lán yí)                                       | Yue Feng                     |                                                       |
| 29/03/1967                   | Too Late for Love                 | 烽火萬里情 (Fēnghuǒ wànlǐ qíng)                     | Lo Chen                      | Kwan Shan, Ivy Ling Po                                |
| 11/01/1967                   | Angel with the Iron Fists         |                                                     | Lo Wei                       | Fanny Fan Lan, Lily Ho                                |
| 23/06/1967                   | Asia-Pol                          |                                                     | Mai Chih-ho (Akinori Matsuo) |                                                       |
| 13/09/1967                   | Blue Skies                        | Yan yang tian                                       | Xue Qun                      | Peter Chen Ho, Cheng Pei-pei, Margaret Tu Chuan       |
| 06/05/1967                   | Four Sisters                      |                                                     |                              |                                                       |
| 08/02/1967                   | Hong Kong Nocturne                | 香江花月夜                                          | Umetsugu Inoue               | Peter Chen Ho, Cheng Pei-pei, Lily Ho, Ching Ping     |
| 12/07/1967                   | Inter-Pol                         |                                                     | Yang Shu-shih (Ko Nakahira)  |                                                       |
| 05/12/1967                   | King Cat (en)                     |                                                     |                              |                                                       |
| 16/11/1967                   | King Drummer                      |                                                     | Umetsugu Inoue               | Ling Yun, Lily Ho                                     |
| 19/08/1967                   | Kiss and Kill                     |                                                     |                              |                                                       |
| 09/12/1967                   | Lady Jade Locket                  |                                                     | Yan Jun                      | Wang Hsieh, Li Li-hua                                 |
| 23/02/1967                   | Madame Slender Plum               | 慾海情魔                                            | Lo Wei                       | Paul Chang Chung, Jenny Hu, Diana Chang               |
| 11/04/1967                   | Moonlight Serenade                | 菁菁                                                | Yan Jun                      |                                                       |
| 28/09/1967                   | My Dream Boat                     | Chuan                                               | Doe Ching                    | Chin Han, Lily Ho, Essie Lin Chia, Ching Li, Yang Fan |
| 26/07/1967                   | Un seul bras les tua tous         | 獨臂刀 (Du Bi Dao) / One-Armed Swordsman            | Chang Cheh                   | Jimmy Wang Yu, Chiao Chiao, Pan Yin-tze               |
| 27/04/1967                   | Operation Lipstick                |                                                     | Umetsugu Inoue               | Paul Chang Chung, Cheng Pei-pei                       |
| 08/11/1967                   | Rape of the Sword                 |                                                     | Yue Feng                     |                                                       |
| 28/06/1967                   | Sing High, Sing Low               |                                                     |                              |                                                       |
| 12/10/1967                   | Song of Tomorrow                  |                                                     |                              |                                                       |
| 19/04/1967                   | Spring Blossoms                   |                                                     |                              |                                                       |
| 23/11/1967                   | Summons to Death                  |                                                     | Lo Wei                       |                                                       |
| 16/10/1967                   | Susanna                           |                                                     | Ho Meng-hua                  | Kwan Shan, Li Ching                                   |
| 23/09/1967                   | Swan Song                         |                                                     | Lo Chen                      | Kwan Shan, Ching Pin                                  |
| 31/05/1967                   | Sweet is Revenge                  |                                                     |                              | Yueh Hua, Li Ching                                    |
| 21/04/1967                   | The Sword and the Lute            |                                                     |                              |                                                       |
| 18/02/1967                   | That Man in Chang-an              |                                                     | Yan Jun                      |                                                       |
| 21/07/1967                   | That Tender Age                   |                                                     | Doe Ching                    |                                                       |
| 22/12/1967                   | The Assassin                      |                                                     | Chang Cheh                   | Jimmy Wang Yu, Chiao Chiao                            |
| 1967 (Corée) 09/01/1971 (HK) | The Bandits                       | 马贼 (Majeok), titre coréen                         | Shin Sang-ok                 | Angela Yu Chien, Shin Young-kyun                      |
| 05/04/1967                   | The Black Falcon                  | 黑鷹 (Hēi yīng)                                     | Tai Kao-mei                  | Paul Chang Chung, Jenny Hu                            |
| 31/07/1967                   | The Cave Of Silken Web (en)       | 盤絲洞 (Pán sī dòng)                                | Ho Meng-hua                  | Ho Fan, Angela Yu Chien, Helen Ma                     |
| 14/07/1967                   | The Dragon Creek                  |                                                     | Yue Feng                     | Chin Han, Cheng Pei-pei                               |
| 21/03/1967                   | The Goddess of Mercy              |                                                     | Shin Sang-ok, Li Yuanzhi     | Li Li-hua                                             |
| 05/07/1967                   | The King with My Face             | 鐵頭皇帝                                            | Ho Meng-hua                  |                                                       |
| 05/09/1967                   | The Midnight Murder               |                                                     | Ho Meng-hua                  |                                                       |
| 11/08/1967                   | The Mirror (en)                   |                                                     |                              |                                                       |
| 09/11/1967                   | The Mirror and the Lichee         |                                                     |                              |                                                       |
| 04/02/1967                   | The Pearl Phoenix                 | 女巡按                                              | Yeung Fan                    | Li Ching, Hsiao Hsiang                                |
| 02/08/1967                   | The Purple Shell                  |                                                     |                              |                                                       |
| 14/09/1967                   | The Silent Swordsman              |                                                     |                              |                                                       |
| 09/05/1967                   | The Thundering Sword              | 神劍震江湖                                          | Hsu Tseng-hung               | Chang Yi, Cheng Pei-pei                               |
| 04/03/1967                   | The Trail of the Broken Blade     | 斷腸劍                                              | Chang Cheh                   |                                                       |
| 26/10/1967                   | Trapeze Girl                      |                                                     | Yang Shu-shih (Ko Nakahira)  |                                                       |
| 31/05/1968                   | Angel Strikes Again               |                                                     | Lo Wei                       | Tang Ching, Lily Ho                                   |
| 06/03/1968                   | Black Butterfly                   |                                                     | Lo Wei                       | Yueh Hua, Chiao Chiao                                 |
| 11/10/1968                   | Death Valley                      |                                                     | Lo Wei                       | Yueh Hua, Angela Yu Chien                             |
| 1968                         | Divorce, Hong Kong Style          |                                                     |                              |                                                       |
| 1968                         | Double Trouble                    |                                                     |                              |                                                       |
| 24/05/1968                   | Fallen Petals                     | 落花時節                                            |                              |                                                       |
| 1968                         | Flower Blossoms                   |                                                     |                              |                                                       |
| 1968                         | Forever and Ever                  |                                                     |                              |                                                       |
| 1968                         | Forever Diamonds                  |                                                     |                              |                                                       |
| 1968                         | Gun Brothers                      | 千面大盜                                            |                              |                                                       |
| 08/02/1968                   | Hong Kong Rhapsody (en)           | 花月良宵                                            | Umetsugu Inoue               | Peter Chen Ho, Li Ching                               |
| 1968                         | Killer Darts (en)                 |                                                     | Ho Meng-hua                  |                                                       |
| 05/01/1968                   | Mist Over Dream Lake              |                                                     | Yan Jun                      | Chiao Chuang, Fang Ying, Ching Li                     |
| 01/11/1968                   | Summer Heat                       | 狂戀詩                                              | Yang Su-hsi (Kō Nakahira)    | Chin Han, Jenny Hu                                    |
| 1968                         | La Diablesse aux mille visages    | 千面魔女 / Temptress of a Thousand Faces            |                              |                                                       |
| 1968                         | That Fiery Girl                   | 紅辣椒                                              |                              |                                                       |
| 1968                         | The Bells of Death                |                                                     |                              |                                                       |
| 1968                         | The Brain-Stealers                |                                                     | Umetsugu Inoue               |                                                       |
| 28/11/1968                   | The Enchanted Chamber             |                                                     |                              |                                                       |
| 11/12/1968                   | The Fastest Sword (en)            |                                                     |                              |                                                       |
| 1968                         | Le Retour de l'hirondelle d'or    | 金燕子 / Golden Swallow                             | Chang Cheh                   |                                                       |
| 1968                         | The Jade Raksha                   |                                                     | Ho Meng-hua                  |                                                       |
| 1968                         | The Land of Many Perfumes         | 女兒國                                              | Ho Meng-hua                  |                                                       |
| 1968                         | The Magnificent Swordsman         |                                                     |                              |                                                       |
| 1968                         | The Rainbow                       |                                                     |                              |                                                       |
| 13/03/1968                   | The Silver Fox                    |                                                     |                              | Chang Yi, Lily Ho                                     |
| 23/08/1968                   | The Sword of Swords               | 神刀 (Shén dāo)                                     | Cheng Kang                   | Jimmy Wang Yu, Li Ching                               |
| 1968                         | Three Swinging Girls              |                                                     |                              |                                                       |
| 1968                         | When the Clouds Roll By           | 雲泥                                                |                              | Ching Li                                              |
| 1969                         | Dark Rendez-vous                  |                                                     |                              |                                                       |
| 1969                         | Dark Semester                     |                                                     |                              |                                                       |
| 1969                         | Dead End                          | Si jiao                                             | Chang Cheh                   |                                                       |
| 17/04/1969                   | Dear Murderer                     |                                                     | Kōji Shima                   | Peter Chen Ho, Betty Ting Pei, Pat Ting Hung          |
| 1969                         | Diary of a Lady-Killer            | 獵人                                                | Yang Su-hsi (Ko Nakahira)    |                                                       |
| 27/03/1969                   | Dragon Swamp                      | 毒龍潭 (Dú lóngtán)                                 | Lo Wei                       | Yueh Hua, Cheng Pei-pei, Lo Lieh                      |
| 1969                         | Farewell My Love                  | 春蠶                                                |                              |                                                       |
| 1969                         | Guess Who Killed My Twelve Lovers | 嘖火美人魚                                          |                              |                                                       |
| 1969                         | Le Sabreur solitaire              | 保鏢 / Have Sword, Will Travel                      | Chang Cheh                   |                                                       |
| 1969                         | Killers                           | Hao xia zhuan                                       |                              |                                                       |
| 1969                         | Killers Five                      |                                                     |                              |                                                       |
| 1969                         | Le Bras de la vengeance           | 獨臂刀王                                            | Chang Cheh                   |                                                       |
| 1969                         | Raw Courage                       | 虎膽                                                |                              |                                                       |
| 1969                         | Raw Passions                      |                                                     |                              |                                                       |
| 1969                         | River of Tears                    |                                                     |                              |                                                       |
| 1969                         | The 5 Billion Dollar Legacy       | 遺產五億圓                                          | Umetsugu Inoue               |                                                       |
| 1969                         | The Flying Dagger                 | 飛刀手                                              |                              |                                                       |
| 1969                         | The Golden Sword                  | 龍門金劍                                            |                              |                                                       |
| 1969                         | The Invincible Fist               | Tie shou wu qing                                    | Chang Cheh                   |                                                       |
| 1969                         | The Millionaire Chase             | 釣金龜                                              | Umetsugu Inoue               |                                                       |
| 1969                         | The Partisan Lovers               |                                                     |                              |                                                       |
| 1969                         | The Singing Escort                |                                                     |                              |                                                       |
| 1969                         | The Singing Thief                 | 大盜歌王                                            | Chang Cheh                   |                                                       |
| 1969                         | The Swordmates                    |                                                     |                              |                                                       |
| 1969                         | The Three Smiles                  | 三笑                                                |                              |                                                       |
| 1969                         | The Younger Generation            | 兒女是我們的                                        |                              |                                                       |
| 1969                         | Tomorrow is Another Day           |                                                     |                              |                                                       |
| 1969                         | Torrent of Desire                 | 慾燄狂流                                            |                              |                                                       |
| 1969                         | Tropicana Interlude               |                                                     | Umetsugu Inoue               |                                                       |
| 1969                         | Twelve Deadly Coins               |                                                     |                              |                                                       |
| 1969                         | Twin Blades of Doom               |                                                     |                              |                                                       |
| 1969                         | Unfinished Melody                 |                                                     |                              |                                                       |
| 1969                         | Vengeance is a Golden Blade       |                                                     | Ho Meng-hua                  |                                                       |

### Années 1970
| Cinéma     | Cinéma                                         | Cinéma                                                  | Cinéma                       | Cinéma                                               |
| Années     | Titres français                                | Titres originaux                                        | Réalisateurs                 | Acteurs principaux                                   |
| ---------- | ---------------------------------------------- | ------------------------------------------------------- | ---------------------------- | ---------------------------------------------------- |
| 1970       | A Cause to Kill                                | 殺機                                                    | Mitsuo Murayama              |                                                      |
| 20/11/1970 | Apartment for Ladies (en)                      | 女子公寓                                                | Umetsugu Inoue               | Betty Ting Pei, Lily Li                              |
| 11/04/1970 | A Place To Call Home                           | 玉女親情                                                | Wu Chia-hsiang               |                                                      |
| 16/09/1970 | A Taste of Cold Steel                          |                                                         | Yueh Feng                    |                                                      |
| 16/10/1970 | A Time for Love                                | 那個不多情                                              | Kuei Chih-hung               |                                                      |
| 26/03/1970 | Brothers Five                                  | 五虎屠龍                                                | Lo Wei                       | Lo Lieh, Cheng Pei-pei, Chin Han, Yueh Hua, Kao Yuan |
| 04/02/1970 | Double Bliss                                   |                                                         | Chun Kim                     | Ching Li                                             |
| 1970       | Heads for Sale                                 | 女俠賣人頭                                              | Cheng Chang Ho               |                                                      |
| 1970       | Hellgate                                       |                                                         | Mitsuo Murayama              |                                                      |
| 14/08/1970 | Les 13 Fils du dragon d'or                     | 十三太保 / The Heroic Ones                              | Chang Cheh                   | David Chiang, Ti Lung                                |
| 27/02/1970 | Lady of Steel                                  |                                                         | Ho Meng-hua                  | Yueh Hua, Cheng Pei-pei                              |
| 01/07/1970 | Les 12 Médaillons d'or                         | 十二金牌                                                | Cheng Kang                   | Yueh Hua, Chin Ping, Chiao Chiao                     |
| 30/08/1970 | Love Song over the Sea                         |                                                         | Shi Ma-shan, Kuei Chih-hung  |                                                      |
| 18/07/1970 | Love Without End                               | 新不了情                                                | Pan Lei                      |                                                      |
| 25/06/1970 | My Son                                         | 春火                                                    | Lo Chen                      | Wang Yu                                              |
| 31/01/1970 | Naked Love (coproduction sino-coréenne)        |                                                         | Jeon Woo-yeol                | Fang Ying, Shin Young-kyun, Wang Hsieh               |
| 06/11/1970 | The Price of Love                              | 愛情的代價                                              | Wu Chia-hsiang               |                                                      |
| 08/01/1970 | Ripples                                        |                                                         | Lo Chen                      |                                                      |
| 05/08/1970 | Swordswomen Three                              |                                                         | Shen Chiang                  |                                                      |
| 1970       | La Vengeance du tigre                          | 龍虎門 / The Chinese Boxer                              | Jimmy Wang Yu                |                                                      |
| 1970       | The Enchanting Ghost                           | 鬼屋麗人                                                |                              |                                                      |
| 1970       | The Golden Knight                              |                                                         |                              |                                                      |
| 1970       | The Iron Buddha                                | 鐵羅漢                                                  | Yan Jun                      |                                                      |
| 1970       | The Orchid                                     |                                                         | Koji Shima                   |                                                      |
| 1970       | The Secret of the Dirk                         |                                                         | Hsu Tseng Hung               |                                                      |
| 1970       | The Singing Killer                             |                                                         | Chang Cheh                   |                                                      |
| 1970       | The Wandering Swordsman (en)                   |                                                         | Chang Cheh                   |                                                      |
| 06/10/1970 | Valley of the Fangs                            |                                                         | Cheng Chang Ho               |                                                      |
| 14/05/1970 | Vengeance                                      | 報仇 / Vengeance!                                       | Chang Cheh                   | David Chiang, Ti Lung, Wang Ping                     |
| 1970       | Whose Baby is in the Classroom ?               | 女校春色                                                | Umetsugu Inoue               | Peter Chen Ho, Li Ching                              |
| 1970       | The Winged Tiger (en)                          |                                                         | Shen Chiang                  |                                                      |
| 1970       | Young Lovers                                   | 青春戀                                                  | Umetsugu Inoue               |                                                      |
| 27/11/1971 | Come Haunt with Me                             |                                                         | Xue Qun                      |                                                      |
| 1971       | Deadly Duo                                     | 雙俠                                                    | Chang Cheh                   |                                                      |
| 06/11/1971 | Duel for Gold                                  |                                                         | Chu Yuan                     |                                                      |
| 01/10/1971 | Duel aux poings                                | 拳擊 / Duel of Fists                                    | Chang Cheh                   | Di Long, Chiang Da-wei                               |
| 1971       | It Takes a Man to Be Henpecked                 |                                                         |                              |                                                      |
| 1971       | King Eagle                                     | Ying Wong                                               | Chang Cheh                   |                                                      |
| 15/10/1971 | Lady with a Sword                              |                                                         | Kao Pao-shu                  | Lily Ho, Wang Hsieh                                  |
| 1971       | La Rage du tigre                               | 新獨臂刀 / The New One-Armed Swordsman                  | Chang Cheh                   |                                                      |
| 1971       | L'Ombre du fouet                               | 影子神鞭 / The Shadow Whip                              | Lo Wei                       | Cheng Pei-pei, Tien Feng                             |
| 1971       | Long Road to Freedom                           |                                                         | Umetsugu Inoue               |                                                      |
| 1971       | The Mighty One                                 |                                                         |                              |                                                      |
| 1971       | Mission Impossible                             |                                                         |                              |                                                      |
| 1971       | Redbeard                                       |                                                         |                              |                                                      |
| 1971       | Shadow Girl                                    |                                                         |                              |                                                      |
| 1971       | Six Assassins                                  | 六刺客                                                  |                              |                                                      |
| 1971       | Sunset                                         | 夕陽戀人                                                | Umetsugu Inoue               |                                                      |
| 1971       | Swordsman at Large                             |                                                         |                              |                                                      |
| 1971       | The Anonymous Heroes                           | 無名英雄                                                | Chang Cheh                   |                                                      |
| 1971       | The Bride from Hell (en)                       | 鬼新娘                                                  |                              |                                                      |
| 1971       | The Crimson Charm                              |                                                         |                              |                                                      |
| 1971       | Duel sauvage (en)                              | The Duel                                                | Chang Cheh                   |                                                      |
| 1971       | The Eunuch (en)                                |                                                         |                              |                                                      |
| 1971       | The Golden Seal                                |                                                         |                              |                                                      |
| 1971       | The Jade Faced Assassin                        |                                                         | Yan Jun                      |                                                      |
| 22/01/1971 | Les Griffes de Jade                            | 鍾馗娘子 / The Lady Hermit                              | Ho Meng-hua                  | Cheng Pei-pei, Shih Szu, Lo Lieh                     |
| 1971       | The Lady Professional                          | 女殺手                                                  | Mai Chih-ho (Akinori Matsuo) | Lily Ho                                              |
| 1971       | The Long Chase                                 |                                                         |                              |                                                      |
| 1971       | The Long Years                                 |                                                         |                              |                                                      |
| 1971       | The Man with Two Wives                         |                                                         |                              |                                                      |
| 1971       | The Merciful Sword                             |                                                         |                              |                                                      |
| 1971       | The Merry Wife                                 | 娃娃夫人                                                |                              | Li Ching                                             |
| 1971       | The Night is Young                             |                                                         |                              |                                                      |
| 1971       | The Oath of Death                              |                                                         |                              |                                                      |
| 1971       | The Rescue (film, 1971)                        | 血洒天牢                                                |                              |                                                      |
| 1971       | The Silent Love                                | 啞吧與新娘                                              |                              |                                                      |
| 1971       | The Swift Knight                               |                                                         |                              |                                                      |
| 1971       | The Venus' Tear Diamond                        | 鑽石艷盜                                                | Umetsugu Inoue               | Ling Yun, Lily Ho                                    |
| 1971       | The Yellow Muffler                             | 玉女嬉春                                                | Umetsugu Inoue               |                                                      |
| 1971       | Vengeance of a Snow Girl                       |                                                         | Lo Wei                       | Li Ching                                             |
| 1971       | We Love Millionaires                           | 我愛金龜婿                                              | Umetsugu Inoue               |                                                      |
| 1972       | The Deadly Knives                              |                                                         | Chang Il-ho                  | Ching Li, Ling Yun                                   |
| 1972       | The Delightful Forest                          |                                                         | Chang Cheh                   |                                                      |
| 1972       | Finger of Doom                                 |                                                         | Pao Hsueh-Li                 | Ivy Ling Po, Chin Han                                |
| 1972       | Flower in the Rain                             |                                                         |                              | Lily Ho                                              |
| 1972       | Four Riders                                    | Sei Gei Si                                              | Chang Cheh                   |                                                      |
| 1972       | Il faut battre le Chinois tant qu'il est chaud | 恶客 / Angry Guest                                      | Chang Cheh                   |                                                      |
| 1972       | Intimate Confessions of a Chinese Courtesan    | 愛奴                                                    | Chu Yuan                     |                                                      |
| 1972       | Intrigue in Nylons                             |                                                         | Kuei Chih-hung               | Ching Li                                             |
| 1972       | The Killer                                     |                                                         | Chu Yuan                     | Chin Han, Wang Ping, Tsung Hua                       |
| 1972       | La Main de fer                                 | Tian xia di yi quan / King Boxer                        | Cheng Chang Ho               | Lo Lieh, Wang Ping                                   |
| 1972       | Legends of Lust                                | 風月奇譚                                                | Li Han-hsiang                |                                                      |
| 1972       | Le Justicier de Shanghai                       | 馬永貞 / The Boxer from Shantung                        | Chang Cheh                   | Chen Kuan-tai, David Chiang                          |
| 1972       | Le Nouveau Justicier de Shanghaï (en)          | Man of Iron                                             | Chang Cheh                   | Chen Kuan-tai, Ching Li                              |
| 1972       | Les 14 Amazones                                | 十四女英豪 / The 14 Amazons                             | Cheng Kang                   | Collectif                                            |
| 1972       | Of Wives and Mistresses                        |                                                         | Kao Li                       | Lily Ho, Chan Chun                                   |
| 1972       | Pursuit                                        |                                                         | Cheng Kang                   | Yueh Hua, Fan Mei-sheng, Huang Chin-feng             |
| 1972       | Stranger in Hong Kong                          |                                                         |                              |                                                      |
| 1972       | The Black Enforcer                             |                                                         | Ho Meng-hua                  | Wang Ping, Tang Ching                                |
| 1972       | The Black Tavern                               |                                                         |                              | Shih Szu, Ku Feng                                    |
| 1972       | The Casino (en)                                |                                                         | Chang Tseng-chai             | Yueh Hua, Lily Ho                                    |
| 1972       | The Champion of Champions                      |                                                         | Li Chia                      | Lily Li                                              |
| 1972       | The Fugitive                                   |                                                         | Chang Tseng-chai             | Lo Lieh, Ku Feng                                     |
| 1972       | The Gourd Fairy                                |                                                         | Kuei Chih-hung               |                                                      |
| 1972       | The Human Goddess                              | 仙女下凡                                                | Ho Meng-hua                  | Li Ching                                             |
| 1972       | The Imperial Swordsman                         |                                                         |                              |                                                      |
| 1972       | The Lizard                                     | 壁虎                                                    | Chu Yuan                     | Chen Po-chu, Yueh Hua, Lo Lieh                       |
| 1972       | The Thunderbolt Fist                           |                                                         |                              | Chuan Yuan, Shih Szu                                 |
| 1972       | The Warlord                                    | 大軍閥                                                  | Li Han-hsiang                | Michael Hui                                          |
| 1972       | La Légende du lac                              | 水滸傳 / The Water Margin                               | Chang Cheh                   | Collectif                                            |
| 1972       | Les Maîtres de l'épée                          | Trilogy of Swordsmanship                                | Chang Cheh, Cheng Kang       | Collectif                                            |
| 1972       | Warrior of Steel                               |                                                         |                              |                                                      |
| 1972       | The Young Avenger                              |                                                         | Griffin Yueh Feng            | Shih Szu                                             |
| 1972       | Young People                                   | 年輕人                                                  | Chang Cheh                   | David Chiang, Ti Lung, Chen Kuan-tai                 |
| 1973       | Ambush                                         |                                                         |                              | Li Ching                                             |
| 1973       | Frères de sang                                 | 刺馬 (Cì Mǎ) / Blood Brothers                           | Chang Cheh                   | Di Long, Chiang Da-wei, Chen Kuan-tai, Ching Li      |
| 1973       | Call to Arms                                   |                                                         |                              |                                                      |
| 1973       | Facets of Love                                 |                                                         | Li Han-hsiang                |                                                      |
| 1973       | Heroes of Sung                                 | 龍虎會風雲                                              |                              |                                                      |
| 1973       | Heroes Two                                     | 方世玉與洪熙官                                          | Chang Cheh                   |                                                      |
| 1973       | Illicit Desire                                 | 風流韻事                                                |                              |                                                      |
| 1973       | Imperial Tomb Raiders                          |                                                         |                              |                                                      |
| 1973       | Iron Bodyguard                                 | 大刀王五                                                |                              |                                                      |
| 1973       | Kiss of Death                                  | 毒女                                                    | Ho Meng-hua                  | Chen Ping                                            |
| 1973       | Love Across the Seas                           |                                                         |                              |                                                      |
| 1973       | Payment in Blood                               |                                                         |                              |                                                      |
| 1973       | Police Force                                   | 警察                                                    | Chang Cheh                   |                                                      |
| 1973       | River of Fury                                  |                                                         |                              |                                                      |
| 1973       | Sexy Girls of Denmark                          | 丹麥嬌娃                                                |                              | Li Ching                                             |
| 1973       | Sexy Playgirls                                 |                                                         |                              |                                                      |
| 1973       | Tales of Larceny                               |                                                         | Li Han-hsiang                |                                                      |
| 1973       | Camp d'amour pour chiens jaunes                | The Bamboo House of Dolls / 女集中營                    |                              |                                                      |
| 1973       | The Bastard                                    | 小雜種                                                  | Chu Yuan                     | Lily Li                                              |
| 1973       | The Big Fellow                                 |                                                         |                              |                                                      |
| 1973       | The Boxers                                     |                                                         |                              |                                                      |
| 1973       | The Delinquent                                 | 憤怒青年                                                |                              |                                                      |
| 1973       | The Escaper                                    |                                                         |                              |                                                      |
| 1973       | The Generation Gap                             | 叛逆                                                    |                              |                                                      |
| 1973       | The Happiest Moment                            | 一樂也                                                  |                              |                                                      |
| 1973       | The House of 72 Tenants                        | 七十二家房客                                            | Chu Yuan                     | Collectif                                            |
| 1973       | The Master of Kung Fu                          |                                                         |                              | Ku Feng                                              |
| 1973       | Le Pirate                                      |                                                         | Chang Cheh                   |                                                      |
| 1973       | The Sugar Daddies                              |                                                         |                              |                                                      |
| 1973       | The Villains                                   |                                                         |                              |                                                      |
| 1973       | The Virgins                                    |                                                         |                              |                                                      |
| 1974       | A Mad World of Fools                           | 怪人怪事                                                | David Chiang                 |                                                      |
| 1974       | Crazy Bumpkins                                 |                                                         |                              |                                                      |
| 1974       | Crazy Nuts of Kung Fu                          |                                                         |                              |                                                      |
| 1974       | Five Tough Guys                                |                                                         |                              |                                                      |
| 1974       | Friends                                        | Pang Yau                                                | Chang Cheh                   |                                                      |
| 1974       | Gossip Street                                  |                                                         |                              |                                                      |
| 1974       | Hong Kong 73                                   | 香港７３                                                | Chu Yuan                     |                                                      |
| 1974       | Kidnap                                         | 天網                                                    |                              |                                                      |
| 1974       | Les Cinq Maîtres de Shaolin                    | 少林五祖 / Five Shaolin Masters                         | Chang Cheh                   |                                                      |
| 1974       | Le Monastère de Shaolin                        | 少林子弟 (Shǎo lín zǐ dì) / Men from the Monastery      | Chang Cheh                   |                                                      |
| 1974       | Mini-Skirt Gang                                |                                                         |                              |                                                      |
| 1974       | Na Cha The Great                               | 哪吒                                                    | Chang Cheh                   |                                                      |
| 1974       | Rivals of Kung Fu                              |                                                         |                              |                                                      |
| 1974       | Savage 5                                       |                                                         |                              |                                                      |
| 1974       | Scandal                                        |                                                         | Li Han-hsiang                |                                                      |
| 1974       | Sex for Sale                                   | 面具                                                    |                              |                                                      |
| 1974       | Sex, Love and Hate                             |                                                         | Chu Yuan                     |                                                      |
| 1974       | Sinful Confession                              | 聲色犬馬                                                |                              |                                                      |
| 1974       | Sorrow of the Gentry                           | 朱門怨                                                  |                              |                                                      |
| 1974       | Les Trois Supermen du kung-fu                  | Crash! Che botte... strippo strappo stroppio            |                              |                                                      |
| 1974       | The Teahouse                                   | 成記茶樓                                                | Kuei Chih-Hung               |                                                      |
| 1974       | The Cheeky Little Angels                       |                                                         |                              |                                                      |
| 1974       | The Ghost Lovers                               |                                                         |                              |                                                      |
| 1974       | The Golden Lotus                               | 金瓶雙艷                                                | Li Han-hsiang                |                                                      |
| 1974       | La Légende des sept vampires d'or              | The Legend of the 7 Golden Vampires                     |                              |                                                      |
| 1974       | The Rat Catcher                                | 捉鼠記                                                  |                              |                                                      |
| 1974       | The Shadow Boxer                               | 太極拳                                                  |                              |                                                      |
| 1974       | The Sinful Adulteress                          |                                                         |                              |                                                      |
| 1974       | The Two Faces of Love                          |                                                         |                              |                                                      |
| 1974       | Thirteen                                       | 早熟                                                    |                              |                                                      |
| 1974       | Virgins of the Seven Seas                      |                                                         |                              |                                                      |
| 1974       | Women of Desire                                | 女人面面觀                                              |                              |                                                      |
| 1974       | Young Passion                                  |                                                         |                              |                                                      |
| 1975       | All Men are Brothers                           | 蕩寇誌                                                  | Chang Cheh                   |                                                      |
| 1975       | Big Brother Cheng                              | 大哥成                                                  | Kuei Chih-Hung               |                                                      |
| 1975       | Black Magic                                    | 降頭                                                    | Ho Meng-hua                  |                                                      |
| 1975       | Bloody Money                                   |                                                         |                              |                                                      |
| 1975       | Carry on Con Men                               | 陳夢吉計破脂粉陣                                        |                              |                                                      |
| 1975       | Cleopatra Jones and the Casino of Gold         |                                                         |                              | Tanny                                                |
| 1975       | Cohabitation                                   |                                                         |                              |                                                      |
| 1975       | Evil Seducers                                  |                                                         |                              |                                                      |
| 1975       | Fantastic Magic Baby                           | Hung Haai Ngai                                          |                              |                                                      |
| 1975       | Fearful Interlude                              |                                                         |                              |                                                      |
| 1975       | Forbidden tales of Two Cities                  |                                                         | Li Han-hsiang                |                                                      |
| 1975       | Gambling Syndicate                             |                                                         |                              |                                                      |
| 1975       | Girl with the Long Hair                        | 長髮姑娘                                                | Ho Fan                       |                                                      |
| 1975       | Lady of the Law                                |                                                         |                              | Shih Szu                                             |
| 1975       | Lovers Destiny                                 | 新啼笑姻缘                                              |                              |                                                      |
| 1975       | Queen Hustler                                  |                                                         |                              |                                                      |
| 1975       | Return of the Crazy Bumpkin                    |                                                         |                              |                                                      |
| 1975       | Romance in Paris                               |                                                         |                              |                                                      |
| 1975       | Salina                                         |                                                         |                              |                                                      |
| 1975       | Spiritual Boxer                                | 神打                                                    |                              |                                                      |
| 1975       | Super Inframan                                 | 中國超人                                                |                              |                                                      |
| 1975       | Supermen contre Amazones                       | Superuomini, superdonne, superbotte                     |                              |                                                      |
| 1975       | Temperament of Life                            |                                                         |                              |                                                      |
| 1975       | That's Adultery                                | 捉姦趣事                                                | Li Han-hsiang                |                                                      |
| 1975       | The Big Holdup                                 | 大劫案                                                  |                              |                                                      |
| 1975       | The Bloody Escape                              | Tiu Miu                                                 |                              |                                                      |
| 1975       | The Empress Dowager                            | 傾國傾城                                                | Li Han-hsiang                |                                                      |
| 1975       | The Flying Guillotine                          | 血滴子                                                  |                              |                                                      |
| 1975       | The Golden Lion                                |                                                         |                              |                                                      |
| 1975       | The Happy Trio                                 |                                                         |                              |                                                      |
| 1975       | The Imposter                                   | 七面人                                                  |                              |                                                      |
| 1975       | The Taxi Driver                                |                                                         |                              | David Chiang                                         |
| 1975       | The Young Rebel                                | 後生                                                    | Ti Lung                      |                                                      |
| 1975       | Two Con Men                                    | 扭計祖宗陳夢吉                                          |                              |                                                      |
| 1976       | 7 Man Army (en)                                | 八道樓子                                                | Chang Cheh                   |                                                      |
| 1976       | Beautiful Vixen                                |                                                         |                              |                                                      |
| 1976       | Big Bad Sis                                    |                                                         |                              |                                                      |
| 1976       | Big Time for the Crazy Bumpkins                |                                                         |                              |                                                      |
| 1976       | Black Magic 2                                  |                                                         | Ho Meng-hua                  |                                                      |
| 1976       | Bloody Avengers                                |                                                         |                              |                                                      |
| 1976       | Brotherhood                                    |                                                         |                              |                                                      |
| 1976       | Bruce Lee and I                                |                                                         |                              | Betty Ting Pei                                       |
| 1976       | Le Combat des maîtres                          | 陸阿采與黃飛鴻 / Challenge of the Masters               | Liu Chia-liang               |                                                      |
| 1976       | Crazy Bumpkin in Singapore                     |                                                         |                              |                                                      |
| 1976       | Crazy Sex                                      | 拈花惹草                                                | Li Han-hsiang                |                                                      |
| 1976       | Emperor Chien Lung                             |                                                         |                              |                                                      |
| 1976       | Erotic Nights                                  |                                                         |                              |                                                      |
| 1976       | Farewell to a Warrior                          |                                                         | Chu Yuan                     |                                                      |
| 1976       | Girls for Sale                                 |                                                         |                              |                                                      |
| 1976       | Heroes of the Underground                      |                                                         |                              |                                                      |
| 1976       | Homicides - The Criminals, Part 2              |                                                         |                              |                                                      |
| 1976       | Hustler from Canton                            |                                                         |                              |                                                      |
| 1976       | La Guerre des clans                            | 流星蝴蝶劍 / Killer Clans                               | Chu Yuan                     |                                                      |
| 1976       | Killers on Wheels                              |                                                         |                              |                                                      |
| 1976       | King Gambler                                   | 賭王大騙局                                              |                              |                                                      |
| 1976       | Le Temple de Shaolin                           | 少林寺 / Shaolin Temple                                 | Chang Cheh                   |                                                      |
| 1976       | Love Swindlers                                 |                                                         | Li Han-hsiang                |                                                      |
| 1976       | Mr Funny Bone                                  | 老夫子                                                  |                              |                                                      |
| 1976       | New Shaolin Boxers                             |                                                         |                              |                                                      |
| 1976       | Oily Maniac                                    | 油鬼子                                                  | Ho Meng-hua                  |                                                      |
| 1976       | Oriental Playgirls                             |                                                         |                              |                                                      |
| 1976       | Spirit of the Raped                            |                                                         |                              |                                                      |
| 1976       | Spiritual Fists                                | San Kuen Saam Chong Si                                  |                              |                                                      |
| 1976       | Springtime in Pattaya                          |                                                         |                              |                                                      |
| 1976       | The Condemned                                  | 死囚                                                    |                              |                                                      |
| 1976       | The Criminals                                  | 香港奇案                                                |                              |                                                      |
| 1976       | The Dragon Missile                             |                                                         |                              |                                                      |
| 1976       | The Escort Girls                               |                                                         |                              |                                                      |
| 1976       | The Girlie Bar                                 | 酒帘                                                    |                              |                                                      |
| 1976       | The Last Tempest                               | 瀛台泣血                                                | Li Han-hsiang                | Lisa Lu, Ti Lung                                     |
| 1976       | Le Sabre Infernal                              | 天涯明月刀 / The Magic Blade                            | Chu Yuan                     |                                                      |
| 1976       | The Sexy Killer                                | 紅粉煞星                                                |                              |                                                      |
| 1976       | The Shaolin Avengers                           | 方世玉與胡惠乾                                          |                              |                                                      |
| 1976       | The Snake Prince                               |                                                         |                              | Ti Lung                                              |
| 1976       | The Web of Death                               | 五毒天羅                                                | Chu Yuan                     |                                                      |
| 1976       | Wedding Nights                                 |                                                         | Li Han-hsiang                |                                                      |
| 1977       | The Criminals 4                                |                                                         |                              |                                                      |
| 1977       | Le Chasseur d'aigles                           | 射鵰英雄傳                                              | Chang Cheh                   |                                                      |
| 1977       | Chinatown Kid                                  | 唐人街功夫小子                                          |                              |                                                      |
| 1977       | Le Complot des Clans                           | 楚留香 / Clans of Intrigue                              | Chu Yuan                     | Ti Lung                                              |
| 1977       | Cobra Girl                                     |                                                         | Sun Chung                    |                                                      |
| 1977       | Confessions of a Private Secretary             |                                                         |                              |                                                      |
| 1977       | Les Anges de la mort                           | Deadly Angels                                           |                              |                                                      |
| 1977       | Death Duel                                     | 三少爺的劍                                              | Chu Yuan                     |                                                      |
| 1977       | Dream of the Red Chamber                       |                                                         | Li Han-hsiang                | Brigitte Lin, Pauline Chan                           |
| 1977       | Dreams of Eroticism                            |                                                         |                              |                                                      |
| 1977       | Les Exécuteurs de Shaolin                      | 洪熙官 / Executioners From Shaolin                      | Liu Chia-liang               |                                                      |
| 1977       | Innocent Lust                                  |                                                         |                              |                                                      |
| 1977       | Le Tigre de Jade                               | 白玉老虎 / Jade Tiger                                   | Chu Yuan                     |                                                      |
| 1977       | Lady Exterminator                              |                                                         |                              |                                                      |
| 1977       | Magnificent Wanderers                          | Kong Woo Hon Ji                                         |                              |                                                      |
| 1977       | Moods of Love                                  |                                                         | Li Han-hsiang                |                                                      |
| 1977       | Murder on the Wedding Night                    |                                                         |                              |                                                      |
| 1977       | Mysterious Lady Killer                         |                                                         |                              |                                                      |
| 1977       | Pursuit of Vengeance                           |                                                         | Chu Yuan                     |                                                      |
| 1977       | Return of the Con Men                          |                                                         |                              |                                                      |
| 1977       | Starlets for Sale                              |                                                         |                              |                                                      |
| 1977       | The Adventures of Emperor Chien Lung           |                                                         |                              |                                                      |
| 1977       | The Battle Wizard                              |                                                         |                              |                                                      |
| 1977       | The Call Girls (en)                            | 應召名冊                                                |                              |                                                      |
| 1977       | The Criminals 3: Arson                         |                                                         |                              |                                                      |
| 1977       | The Crooks                                     |                                                         |                              |                                                      |
| 1977       | The Judgement of an Assassin                   | Kuet Saai Ling                                          |                              |                                                      |
| 1977       | The Mad Monk                                   |                                                         |                              |                                                      |
| 1977       | Le Colosse de Hong Kong                        | 猩猩王 / The Mighty Peking Man                          | Ho Meng-hua                  |                                                      |
| 1977       | The Naval Commandos (en)                       |                                                         | Chang Cheh                   |                                                      |
| 1977       | The Romantic Scholar                           |                                                         |                              |                                                      |
| 1977       | Le Poignard Volant                             | 多情劍客無情劍 / The Sentimental Swordsman              | Chu Yuan                     | Ti Lung                                              |
| 1977       | To Kill a Jaguar                               | 絕不低頭                                                |                              |                                                      |
| 1978       | Bank-Buster                                    |                                                         |                              |                                                      |
| 1978       | Brave Archer 2                                 | 射鵰英雄傳續集                                          |                              |                                                      |
| 1978       | Shaolin contre Ninja                           | 中華丈夫 / Heroes of the East                           | Liu Chia-liang               | Gordon Liu                                           |
| 1978       | Clan of Amazons                                | 秀花大盜                                                | Chu Yuan                     |                                                      |
| 1978       | Crazy Imposters                                |                                                         |                              |                                                      |
| 1978       | Crippled Avengers                              | 殘缺                                                    |                              |                                                      |
| 1978       | Delinquent Teenagers                           |                                                         |                              |                                                      |
| 1978       | Dream of the Red Chamber                       |                                                         |                              |                                                      |
| 1978       | Gang of Four                                   |                                                         |                              |                                                      |
| 1978       | Heaven Sword and Dragon Sabre                  | Yi tian tu long ji                                      | Chu Yuan                     | Derek Yee                                            |
| 1978       | Heaven Sword and Dragon Sabre 2                | Yi tian tu long ji da jie ju                            | Chu Yuan                     |                                                      |
| 1978       | Hello Sexy Late Homecomers                     |                                                         | Li Han-hsiang                |                                                      |
| 1978       | Invincible Shaolin                             | 南少林與北少林                                          |                              |                                                      |
| 1978       | La 36e chambre de Shaolin                      | 少林三十六房                                            | Liu Chia-liang               | Gordon Liu                                           |
| 1978       | La Mante religieuse                            | 螳螂 / Shaolin Mantis                                   | Liu Chia-liang               |                                                      |
| 1978       | L'Île de la bête (en)                          | 蝙蝠傳奇 / Legend of The Bat                            | Chu Yuan                     | Ti Lung                                              |
| 1978       | Mr Funny Bone - Strikes Again                  | 老夫子奇趣錄                                            |                              |                                                      |
| 1978       | Sensual Pleasures                              |                                                         | Li Han-hsiang                |                                                      |
| 1978       | Shaolin Hand Lock                              | 十字鎖喉手                                              |                              |                                                      |
| 1978       | Soul of the Sword                              | 殺絕                                                    |                              | Ti Lung                                              |
| 1978       | Swordsman and Enchantress                      | 蕭十一郎                                                | Chu Yuan                     | Ti Lung, Ching Li                                    |
| 1978       | La Vengeance de l'aigle                        | 冷血十三鷹 (Long xie shi san ying) / The Avenging Eagle |                              | Ti Lung                                              |
| 1978       | The Cunning Hustler                            |                                                         |                              |                                                      |
| 1978       | The Double Crossers                            |                                                         |                              |                                                      |
| 1978       | 5 Venins mortels                               | 五毒 / The Five venoms                                  | Chang Cheh                   |                                                      |
| 1978       | The Flying Guillotine 2                        | 清宮大刺殺                                              |                              |                                                      |
| 1978       | The Mad Monk Strikes Again                     |                                                         |                              |                                                      |
| 1978       | The Notorious Frameup                          |                                                         |                              |                                                      |
| 1978       | The Proud Youth                                |                                                         |                              |                                                      |
| 1978       | The Psychopath                                 |                                                         |                              |                                                      |
| 1978       | The Vengeful Beauty                            | 血芙蓉                                                  |                              |                                                      |
| 1978       | The Voyage of Emperor Chien Lung               | 乾隆下揚州                                              |                              |                                                      |
| 1979       | Abbot of Shaolin                               | Siu Lam Ying Hung Bong                                  |                              |                                                      |
| 1979       | Daredevils of Kung Fu                          | Chap Gei Miu Meng Dui                                   |                              |                                                      |
| 1979       | Le Prince et l'arnaqueur                       | Dirty Ho                                                |                              |                                                      |
| 1979       | Emperor Chin Lung and the Beauty               | 乾隆皇與三姑娘                                          |                              |                                                      |
| 1979       | Five Superfighters                             |                                                         |                              |                                                      |
| 1979       | Full Moon Scimitar                             |                                                         | Chu Yuan                     |                                                      |
| 1979       | He Who Never Dies                              |                                                         |                              |                                                      |
| 1979       | Invincible Enforcer                            |                                                         |                              |                                                      |
| 1979       | Kung Fu Instructor                             |                                                         |                              |                                                      |
| 1979       | Legend of Feng Shui                            |                                                         |                              |                                                      |
| 1979       | Life Gamble                                    |                                                         |                              | Alexander Fu Sheng                                   |
| 1979       | Le Singe fou du kung-fu                        | 瘋猴 / Mad Monkey Kung Fu                               | Liu Chia-liang               |                                                      |
| 1979       | Monkey Kung Fu                                 |                                                         |                              |                                                      |
| 1979       | Murder Plot                                    |                                                         |                              |                                                      |
| 1979       | Naughty Scandals                               |                                                         |                              |                                                      |
| 1979       | Return of the Dead                             |                                                         |                              |                                                      |
| 1979       | Shaolin Rescuers                               |                                                         |                              |                                                      |
| 1979       | Spiritual Boxer 2                              |                                                         |                              |                                                      |
| 1979       | Ten Tigers of Kwangtung                        | 廣東十虎興役五需                                        |                              |                                                      |
| 1979       | The Best Hustler Wins                          |                                                         |                              |                                                      |
| 1979       | The Brothers                                   |                                                         |                              |                                                      |
| 1979       | The Deadly Breaking Sword                      | Feng liu duan jian xiao xiao dao                        |                              | Ti Lung, Alexander Fu Sheng                          |
| 1979       | The Forbidden Past                             | 小樓殘夢                                                |                              |                                                      |
| 1979       | The Foxy Ladies                                |                                                         |                              |                                                      |
| 1979       | The Ghost and I                                |                                                         |                              |                                                      |
| 1979       | The Ghost Story                                |                                                         |                              |                                                      |
| 1979       | The Kid With the Golden Arm                    | Gam Bei Tung                                            |                              |                                                      |
| 1979       | The Last Judgement                             |                                                         |                              |                                                      |
| 1979       | The Magnificent Ruffians                       | Maai Meng Siu Ji                                        |                              |                                                      |
| 1979       | The Master                                     | 背叛師門                                                |                              |                                                      |
| 1979       | The Proud Twins                                |                                                         |                              |                                                      |
| 1979       | The Reckless Cricket                           |                                                         |                              |                                                      |
| 1979       | The Scandalous Warlord                         | 軍閥趣史                                                |                              |                                                      |
| 1979       | The Tigress of Shaolin                         |                                                         |                              |                                                      |
| 1979       | To Kill a Mastermind                           |                                                         |                              |                                                      |
| 1979       | What Price Honesty ?                           |                                                         |                              |                                                      |
| 1979       | Young Lovers                                   | 純愛                                                    |                              |                                                      |

### Années 1980
| Cinéma | Cinéma                               | Cinéma                                      | Cinéma         | Cinéma             |
| Années | Titres français                      | Titres originaux                            | Réalisateurs   | Acteurs principaux |
| ------ | ------------------------------------ | ------------------------------------------- | -------------- | ------------------ |
| 1980   | A Deadly Secret                      | 電影                                        | Mou Tun-fei    |                    |
| 1980   | Bat Without Wings                    |                                             | Chu Yuan       |                    |
| 1980   | Le Poing mortel du dragon            | 洪文定三破白蓮教                            | Lo Lieh        |                    |
| 1980   | Coward Bastard                       |                                             |                |                    |
| 1980   | Heaven and Hell                      | 第三類打鬥                                  | Chang Cheh     |                    |
| 1980   | Heroes Shed No Tears                 | 英雄無淚                                    | Chu Yuan       |                    |
| 1980   | Hex Versus Witchcraft                | 邪鬥邪                                      |                |                    |
| 1980   | Hex                                  | 邪                                          |                |                    |
| 1980   | Rendez-vous with Death               |                                             |                |                    |
| 1980   | Retour à la 36e chambre              | 少林搭棚大師                                | Liu Chia-liang | Gordon Liu         |
| 1980   | Spearmen of Death                    | Tit Kei Moon                                |                |                    |
| 1980   | The Informer                         | 金手指                                      |                |                    |
| 1980   | The Rebel Intruders                  | Daai Saai Sei Fong                          |                |                    |
| 1980   | Two Champions of Shaolin             | 少林與武當                                  |                |                    |
| 1980   | Killer Constable                     | 萬人斬                                      | Kuei Chih-hung |                    |
| 1981   | Black Lizard                         |                                             |                |                    |
| 1981   | Brave Archer 3                       | 射雕英雄傳三集                              |                |                    |
| 1981   | Challenge of The Gamesters           | 千王鬥千霸                                  |                |                    |
| 1981   | Gambler's Delight                    |                                             |                |                    |
| 1981   | Mahjong Heroes                       | 打雀英雄傳                                  |                |                    |
| 1981   | Martial Club                         | 武館                                        | Liu Chia-liang |                    |
| 1981   | Masked Avengers                      | Cha Sau                                     |                |                    |
| 1981   | Lady Kung-Fu                         | 長輩 / My Young Auntie                      | Liu Chia-liang |                    |
| 1981   | Notorious Eight                      | 千門八將                                    |                |                    |
| 1981   | One Way Only                         | 單程路                                      |                |                    |
| 1981   | Return of the Sentimental Swordsman  | 魔劍俠情                                    |                |                    |
| 1981   | Roar of the Lion                     | 南北獅王                                    |                |                    |
| 1981   | Sword stained with Royal Blood       | 碧血劍                                      |                |                    |
| 1981   | The Battle for the Republic of China |                                             |                |                    |
| 1981   | The Duel of the Century              | 陸小鳳之決戰前後                            |                |                    |
| 1981   | The Emperor and his Brother          | 書劍恩仇錄                                  |                |                    |
| 1982   | 36 Secrets of Courtship              | 追女三十六房                                |                |                    |
| 1982   | Cat Versus Rat                       |                                             | Liu Chia-liang |                    |
| 1982   | Hell Has No Boundary                 |                                             |                |                    |
| 1982   | Hex After Hex                        | 邪完再邪                                    |                |                    |
| 1982   | Human Lanterns                       | 人皮燈籠                                    |                |                    |
| 1982   | Les 18 armes légendaires du kung-fu  | 十八般武藝 / Legendary Weapons of China     | Liu Chia-liang |                    |
| 1982   | Lovers Blades                        |                                             |                |                    |
| 1982   | Master of Disaster                   |                                             |                |                    |
| 1982   | Ode to Gallantry                     |                                             |                |                    |
| 1982   | Passing Flickers                     | 三十年細說從頭                              |                |                    |
| 1982   | Super Ninjas                         | Ng Dun Yan Sui                              |                |                    |
| 1982   | The Emperor and the Minister         |                                             | Li Han-hsiang  |                    |
| 1982   | The Pure and the Evil                | 青春１０００日                              |                |                    |
| 1982   | The Spirit of the Sword              |                                             |                |                    |
| 1982   | The Young Vagabond                   |                                             |                |                    |
| 1983   | Bastard Swordsman                    |                                             |                |                    |
| 1983   | Demon of the Lute                    |                                             |                |                    |
| 1983   | Descendant of the Sun                |                                             |                |                    |
| 1983   | Fast Fingers                         |                                             |                |                    |
| 1983   | Ghosts Galore                        |                                             |                |                    |
| 1983   | Holy Flame of the Martial World      | 武林聖火令                                  |                |                    |
| 1983   | Hong Kong, Hong Kong                 |                                             |                |                    |
| 1983   | Hong Kong Playboys                   | 花心大少                                    |                |                    |
| 1983   | Let's Make Laugh                     | 表錯七日情                                  |                |                    |
| 1983   | Little Dragon Maiden                 | 楊過與小龍女                                |                |                    |
| 1983   | Mad Mad 1997                         |                                             |                |                    |
| 1983   | Mad Mad 83                           |                                             |                |                    |
| 1983   | Men from the Gutter                  |                                             |                |                    |
| 1983   | Mercenaries from Hong Kong           |                                             |                |                    |
| 1983   | On the Wrong Track                   | 毁滅號地車                                  |                |                    |
| 1983   | Portrait in Crystal                  |                                             |                |                    |
| 1983   | Roving Swordsman                     | 大俠沈勝衣                                  |                |                    |
| 1983   | Seeding of a Ghost                   |                                             |                |                    |
| 1983   | Shaolin Intruders                    |                                             |                |                    |
| 1983   | Shaolin Prince                       | 少林傳人                                    |                |                    |
| 1983   | Take Care, Your Majesty              |                                             |                |                    |
| 1983   | Tales of a Eunuch                    |                                             |                |                    |
| 1983   | The Enchantress                      |                                             |                |                    |
| 1983   | The Lady Assassin                    |                                             |                |                    |
| 1983   | The Lady is the Boss                 | 掌門人                                      |                |                    |
| 1983   | Twinkle Twinkle Little Star          | 星際鈍胎                                    |                |                    |
| 1983   | Weird Man                            |                                             |                |                    |
| 1984   | A Friend from Inner Space            | 奸人鬼                                      |                |                    |
| 1984   | An Amorous Woman of Tang Dynasty     | 唐朝豪放女                                  |                |                    |
| 1984   | Behind the Yellow Line               | 緣份                                        |                |                    |
| 1984   | Cherie                               |                                             |                |                    |
| 1984   | Les Huit Diagrammes de Wu-Lang       | 五郎八卦棍 / The Eight Diagram Pole Fighter | Liu Chia-liang | Gordon Liu         |
| 1984   | Family Light Affair                  | 城市之光                                    |                |                    |
| 1984   | How to Choose a Royal Bride          |                                             |                |                    |
| 1984   | I Will Finally Knock You Down, Dad   |                                             |                |                    |
| 1984   | Long Road to Gallantry               |                                             |                |                    |
| 1984   | Love in a Fallen City                | 傾城之戀                                    |                |                    |
| 1984   | Lust For Love of a Chinese Courtesan | 愛奴新傳                                    |                |                    |
| 1984   | Misfire                              |                                             |                |                    |
| 1984   | Mr. Virgin                           |                                             |                |                    |
| 1984   | My Darling Genie                     | 我愛神仙遮                                  |                |                    |
| 1984   | New Tales of the Flying Fox          | 新飛狐外傳                                  |                |                    |
| 1984   | Opium and the Kung-fu Master         |                                             |                |                    |
| 1984   | Pale Passion                         |                                             |                |                    |
| 1984   | Return of Bastard Swordsman          |                                             |                |                    |
| 1984   | Secret Service of the Imperial Court | 錦衣衛                                      |                |                    |
| 1984   | Sex Beyond the Grave                 |                                             |                |                    |
| 1984   | The Frog Prince                      |                                             |                |                    |
| 1984   | The Hidden Power of the Dragon Sabre |                                             |                |                    |
| 1984   | The Little Cute Fellow               |                                             |                |                    |
| 1984   | The Siamese Twins                    | 連體                                        |                |                    |
| 1984   | Three Stooges Go Undercover          |                                             |                |                    |
| 1984   | Thunderclap                          |                                             |                |                    |
| 1984   | Ugly Tycoon                          |                                             |                |                    |
| 1984   | Wits of the Brats                    |                                             |                |                    |
| 1985   | Carry on Doctors and Nurses          |                                             |                |                    |
| 1985   | Crazy Shaolin Disciples              | 弟子也瘋狂                                  |                |                    |
| 1985   | Danger Has Two Faces                 | 皇家大賊                                    |                |                    |
| 1985   | Hong Kong Godfather                  |                                             |                |                    |
| 1985   | Illegal Immigrant                    |                                             |                |                    |
| 1985   | Journey of the Doomed                | 水兒武士                                    |                |                    |
| 1985   | Les Disciples de la 36e chambre      | 霹靂十傑                                    | Liu Chia-liang |                    |
| 1985   | Love With a Perfect Stranger         |                                             |                |                    |
| 1985   | My Mind, Your Body                   |                                             |                |                    |
| 1985   | My Name Ain't Suzie                  | 花街時代                                    |                |                    |
| 1985   | Puppy Love                           | 鬥氣小神仙                                  |                |                    |
| 1985   | Pursuit of a Killer                  |                                             |                |                    |
| 1985   | The Master Strikes Back              |                                             |                |                    |
| 1985   | This Man is Dangerous                |                                             |                |                    |
| 1985   | Twisted Love                         |                                             |                |                    |
| 1985   | Wives and Lovers                     |                                             |                |                    |
| 1985   | Women                                |                                             |                |                    |
| 1988   | Mr. Possessed                        |                                             |                |                    |
| 1988   | Painted Faces                        | 七小福                                      |                |                    |
| 1988   | Starry is the Night                  |                                             |                |                    |
| 1989   | Doubles Cause Troubles               |                                             |                |                    |

### Années 1990
| Cinéma | Cinéma             | Cinéma           | Cinéma       | Cinéma             |
| Années | Titres français    | Titres originaux | Réalisateurs | Acteurs principaux |
| ------ | ------------------ | ---------------- | ------------ | ------------------ |
| 1994   | Whatever you want  |                  |              |                    |
| 1995   | Tragic Commitment  |                  |              |                    |
| 1996   | Le Roi des masques | Bian Lian        |              |                    |
| 1997   | Hero               | 馬永貞           |              |                    |

### Années 2000
| Cinéma | Cinéma          | Cinéma           | Cinéma       | Cinéma             |
| Années | Titres français | Titres originaux | Réalisateurs | Acteurs principaux |
| ------ | --------------- | ---------------- | ------------ | ------------------ |
| 2002   | Shark Busters   | 醉馬騮           |              |                    |
| 2003   | Drunken Monkey  | 醉馬騮           |              |                    |